# Liste der Monuments historiques in Lisle-en-Barrois
Die Liste der Monuments historiques in Lisle-en-Barrois führt die Monuments historiques in der französischen Gemeinde Lisle-en-Barrois auf.

## Liste der Objekte
| Bezeichnung                           | Beschreibung | Standort                           | Kennzeichnung | Schutzstatus | Datum | Bild |
| ------------------------------------- | --- | ---------------------------------- | ------------- | ------------ | ----- | ---- |
| Osterleuchter                         | Eichenholz, 17. Jahrhundert; möglicherweise aus dem Kloster Lisle-en-Barrois                                           | in der Kirche St-Christophe (Lage) | PM55002005    | Inscrit      | 1992  |      |
| Skulptur Heiliger Christophorus       | Stein, farbig gefasst, 16. Jahrhundert                                                                                 | in der Kirche St-Christophe (Lage) | PM55000728    | Classé       | 1960  |      |
| Glocke                                | Bronze, 1582 gegossen                                                                                                  | in der Kirche St-Christophe (Lage) | PM55001124    | Classé       | 1992  |      |
| Grenzstein                            | mit dem Wappen von Didier de Reims, Abt des Klosters von 1606 bis 1625; Kalkstein, bemalt, Anfang des 17. Jahrhunderts | in der Kirche St-Christophe (Lage) | PM55002007    | Inscrit      | 1992  |      |
| Skulptur Auferstandener Christus      | Holz, farbig gefasst, 16. Jahrhundert                                                                                  | in der Kirche St-Christophe (Lage) | PM55002769    | Inscrit      | 1984  |      |
| Gemälde Der heilige Bernhard im Gebet | Ölfarbe auf Leinwand, Holzrahmen, 18. Jahrhundert                                                                      | in der Kirche St-Christophe (Lage) | PM55002008    | Inscrit      | 1992  |      |
| Skulptur Madonna mit Kind             | Holz, farbig gefasst, 16. Jahrhundert                                                                                  | in der Kirche St-Christophe (Lage) | PM55000727    | Classé       | 1958  |      |
| Gemälde Heiliger Christophorus        | Ölfarbe auf Leinwand, zwischen 1722 und 1742                                                                           | in der Kirche St-Christophe (Lage) | PM55002004    | Inscrit      | 1997  |      |
| Patene                                | Silber, vergoldet, 18. Jahrhundert; 2001 gestohlen                                                                     | in der Kirche St-Christophe (Lage) | PM55002006    | Inscrit      | 1992  |      |